# Tainted bare skin
Tainted bare skin is een studioalbum van Ron Boots. Hij nam het album op in zijn eigen Dreamscape geluidsstudio. Echter track 6 is opgenomen in Das Landesmusem in Bonn (25 februari 1994). De platenhoes wordt gevormd door foto's van Monique (mevrouw Boots). Ron Boots speelt elektronische muziek uit de Hollandse School (tegenover de Berlijnse School voor elektronische muziek). Track 7 is sterk afwijkend van de rest van zijn repertoire; het schuurt tegen trance aan. Het was een verzoek van Versmold '96.

## Musici
- Ron Boots – synthesizers, elektronica
- Harald van der Heijden – slagwerk op tracks 4, 5 en 6
- Eric van der Heijden – synthesizer op track 6

## Muziek
| Nr. | Titel             | Duur  |
| --- | ----------------- | ----- |
| 1.  | Gravity pull      | 11:31 |
| 2.  | Tainted bare skin | 13:22 |
| 3.  | Achouchemoja      | 7:26  |
| 4.  | Freezin’ heat     | 9:46  |
| 5.  | Dewdrop plungle   | 9:46  |
| 6.  | Deja vu           | 12:19 |
| 7.  | Dejection’s cure  | 5:04  |